# Tomasz Majewski
Tomasz Majewski (Nasielsk, 30 agosto 1981) è un ex pesista polacco, campione olimpico a Pechino 2008 e Londra 2012.
Ha un primato personale outdoor di 21,95 m che lo piazza al 23º posto nelle graduatorie mondiali di tutti i tempi.

## Biografia

### Inizi
Vissuto nel piccolo villaggio di Słończewo, 80 km a nord di Varsavia, a 15 anni iniziò a praticare il getto del peso, ma solo dopo la fine del liceo scientifico iniziò ad avere risultati rilevanti.
Si è laureato all'Universià Kardynała Stefana Wyszyńskiego (Dipartimento di Scienze Storiche e Sociali).
In carriera ha vestito le maglie di vari club come: WMKS Plonsk, Skra Varsavia, Warszawianka, AZS AWF Warszawa (sua attuale società).
Fino all'autunno del 2001, Majewski, è stato allenato a Ciechanów dal coach Witold Suski. Con lui ha raggiunto il limite di 18 metri.
Dal 2002 è passato sotto la guida di Henryk Olszewski e con lui ha superato la misura di 20 metri nell'edizione della Coppa Europa del 2003 a Firenze.

### Affermazione internazionale

#### L'esordio olimpico (2004)
Nella stagione indoor 2004, al suo esordio in un campionato internazionale, ai Campionati mondiali indoor di Budapest raggiunse il quarto posto grazie ad un lancio a 20,83, nuovo record nazionale polacco.
Nell'agosto dello stesso anno partecipò alle Giochi olimpici di Atene.
Il 18 agosto si disputò in mattinata, nell'antico stadio di Olimpia, la qualificazione del getto del peso.
Tomasz lanciò soltanto a 19,55 metri, raggiungendo il diciottesimo posto non qualificandosi quindi per la finale.

#### I mondiali di Helsinki (2005)
Nel marzo 2005, ai Campionati europei indoor di Madrid, non riuscì ancora a qualificarsi per la finale della manifestazione raggiungendo il decimo posto con la misura di 19,57.
Cinque mesi più tardi ai mondiali di Helsinki, dopo essersi qualificato per la finale con l'undicesima misura a 20,12, non riuscì ad andare oltre al 9º posto nella finale, con un lancio di poco superiore al precedente (20,23).
Dopo nemmeno due settimane l'atleta polacco conquistò la medaglia d'oro alle Universiadi nel 2005 tenutesi a Smirne in Turchia.

#### Europei di Göteborg (2006)
Nel marzo del 2006 partecipò ai mondiali indoor tenutisi a Mosca, dove raggiunse il settimo posto con un lancio di 20,07 metri.
Solo una settimana dopo, il 19 marzo, alla Coppa Europa invernale di lanci vinse il bronzo nel getto del peso lanciando a 20,26 metri.
Pochi mesi dopo, ai campionati europei di Göteborg (Svezia) si presentò alla manifestazione come uno dei favoriti per la finale.
In qualificazione, il suo lancio a 19,74 (9ª misura) lo portò direttamente in finale.
In serata, dopo aver lanciato il suo peso alla misura di 19,85, si dovette accontentare dell'ottavo posto.
Sul finire della stagione fu chiamato per la prima volta a partecipare alla World Athletics Final di Stoccarda, evento che vede partecipare i migliori 8 atleti al mondo per ogni specialità.
In questa manifestazione si classificò settimo nel getto del peso con la misura di 20,13.

#### Mondiali di Ōsaka (2007)
Dopo una stagione outdoor molto regolare a buon livello, e dopo aver disputato la Coppa Europa, nel quale concluse terzo con la misura di 19,93, si preparò a partecipare ai campionati mondiali di Ōsaka.
Nella mattinata della prima giornata di gare si tennero le qualificazioni per la finale di getto del peso che fu poi disputata in serata.
Superò il turno eliminatorio con la settima misura scagliando il peso a 20,25 al secondo turno di lanci.
In finale nonostante avesse raggiunto il suo primato personale, lanciando a 20,87, non andò oltre al 5º posto alle spalle dei due americani Reese Hoffa e Adam Nelson, del bielorusso Andrėj Michnevič e dell'olandese Rutger Smith.

### I successi

#### Il titolo olimpico (2008)
Ai campionati mondiali indoor di Valencia raggiunse il bronzo grazie ad un lancio a 20,93 dietro ai due statunitensi Christian Cantwell e Reese Hoffa.
Con questo risultato migliorò ulteriormente il suo record nazionale indoor ottenuto quattro anni prima nell'edizione dei mondiali di Budapest.
In Coppa Europa vinse l'argento nel peso con la misura di 20,32 dietro al solo Peter Sack.
A questo punto si preparò per i Giochi olimpici di Pechino 2008.
Nella gara di getto del peso, dopo aver vinto il turno di qualificazione con la misura di 21,04 (suo record personale), in finale, grazie ad un lancio a 21,51 riuscì a vincere il titolo olimpico, il secondo per la Polonia nel getto del peso, dopo quello di Władysław Komar.
Nella stessa stagione ha trionfato anche alla World Athletics Final con la misura di 20,88 metri.
Grazie agli importantissimi risultati conquistati nel corso dell'intera stagione, con ordinanza del Presidente della Repubblica Polacca, l'8 ottobre 2008, gli è stata assegnata la Croce di Cavaliere dell'Ordine della Polonia Restituta.

#### Dagli Europei indoor di Torino ai Mondiali di Berlino (2009)

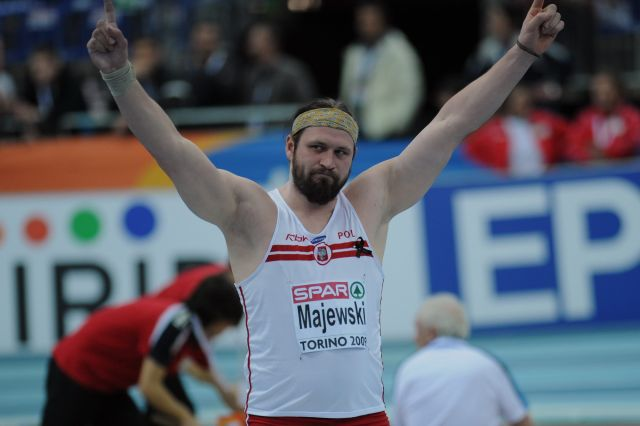
Tomasz Majewski dopo la sua vittoria ai Campionati europei indoor di Torino 2009

Il 27 febbraio 2009, al meeting tedesco di Chemnitz, ha siglato il nuovo record polacco indoor a 21,10 metri.
Poco dopo si è laureato anche campione europeo della disciplina, titolo conquistato l'8 marzo 2009 agli europei indoor svolti all'Oval Lingotto di Torino, staccando di ben 60 centimetri il secondo classificato Yves Niaré.
Il 30 luglio, 2009 al meeting di Stoccolma ha raggiunto la misura di 21,95 metri migliorato il vecchio record polacco di Edward Sarul che durava ormai da 26 anni. Questo risultato gli diede il titolo di atleta del mese, di luglio, premio rilasciato ogni mese dalla Federazione Europea di atletica leggera.
Il 15 agosto 2009 con il risultato di 21,91 ha raggiunto la medaglia d'argento durante i Campionati del mondo in Berlino dietro al solo Christian Cantwell.
Il 2 settembre 2009 è stato premiato dal Presidente Lech Kaczyński con la Croce di Ufficiale dell'Ordine della Polonia Restituta.

#### Mondiali indoor di Doha e il titolo europeo a Barcellona (2010)

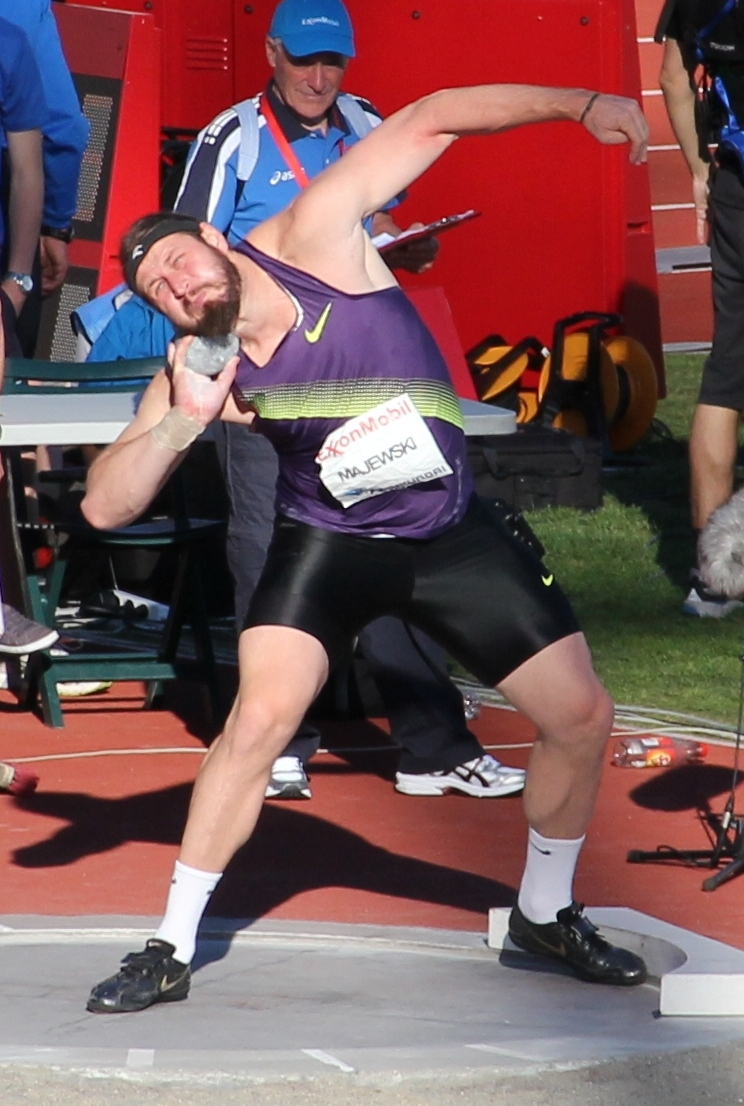
Tomasz Majewski al Bislett Games di Oslo 2010.

Ai Campionati mondiali indoor di Doha 2010 dopo aver superato la qualificazione con la misura di 20,38 metri, in finale ha raggiunto il quinto posto con un lancio a 21,20 che corrisponde anche al nuovo record nazionale polacco indoor.
Nel corso della stagione outdoor, dopo aver raggiunto il terzo posto all'ExxonMobil Bislett Games di Oslo alle spalle di Dylan Armstrong e di Christian Cantwell è riuscito a raggiungere la misura di 21,22 al meeting di Bydgoszcz.
Il 10 giugno, al Golden Gala di Roma, ha conquistato il quinto posto con la prestazione di 20,75 metri, e dopo pochi giorni, agli Europei a squadre a Bergen, grazie ad un lancio a 20,63, ha battuto di soli 2 centimetri il tedesco Ralf Bartels conquistando così la vittoria della manifestazione.
Ai Campionati europei di Barcellona, dopo essersi qualificato alla finale con la terza miglior misura a 20,36, ha conquistato la medaglia d'argento grazie ad un lancio a 21,00 metri che, per solo un centimetro non gli è bastato per vincere il titolo europeo andato poi al bielorusso Andrėj Michnevič con il suo 21,01.
I risultati della gara vennero però ribaltati 3 anni dopo.
L'8 marzo 2013, viene data notizia della positività di Andrėj Michnevič a dei controlli antidoping postumi effettuati su campioni di urine prelevati 8 anni prima, ai mondiali di Helsinki 2005.
Trattandosi della seconda squalifica per doping di Michnevič, il 13 giugno 2013 l'organo disciplinare della IAAF ha deciso di squalificare a vita l'atleta annullando tutti i risultati successivi all'agosto 2005.
In seguito a questa decisione, Majewski riceve il titolo europeo.
Il 28 agosto, nella tappa conclusiva della Diamond League, si è classificato terzo al Memorial Van Damme, migliorando il suo primato stagionale grazie ad un lancio di 21,44 metri.
Sul finire della stagione è stato chiamato a rappresentare l'Europa, insieme ad Andrėj Michnevič, alla IAAF World Cup tenutasi a Spalato in Croazia.
In questa manifestazione si è classificato secondo alle spalle del solo Cantwell.

#### Mondiali di Taegu (2011)

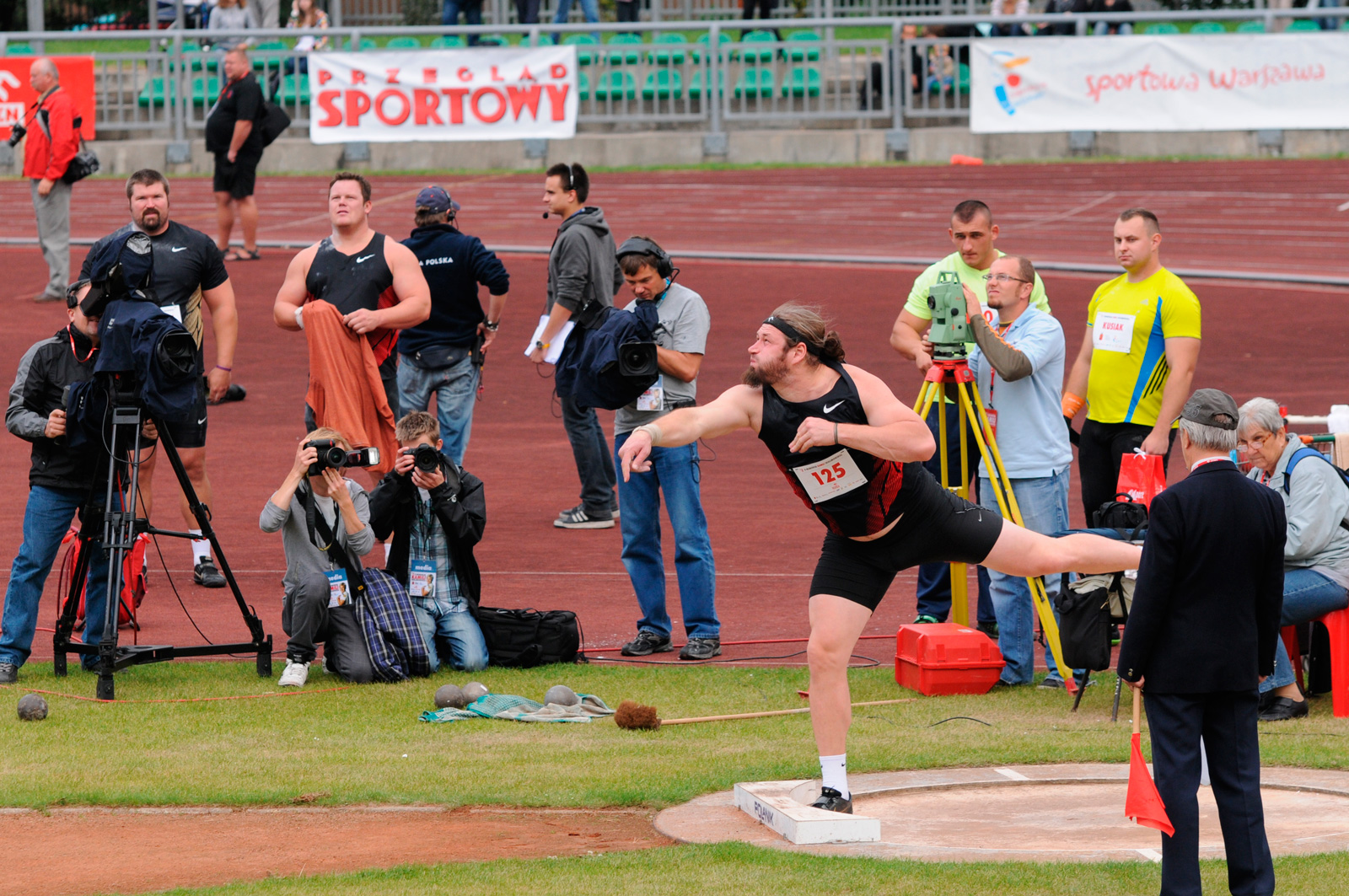
Tomasz Majewski al Memorial Kamila Skolimowska di Varsavia.

A causa di un lungo periodo di riabilitazione dopo un infortunio, è stato costretto a rinunciare alla stagione indoor 2011 perdendo quindi la possibilità di difendere il suo titolo europeo al coperto vinto due anni prima a Torino.
Durante la stagione all'aperto, il 26 maggio al Golden Gala di Roma, è stato secondo con un risultato di 21,20.
Ha rappresentato la Polonia durante la Coppa Europa per nazioni a Stoccolma dove ha raggiunto il secondo posto alle spalle del giovane tedesco David Storl con un lanco a 20,51 metri.
Nelle settimane successive ha partecipato a vari meeting internazionali come a Losanna, Birmingham e Stoccolma.
Durante i Campionati polacchi, l'11 agosto, ha vinto la sua nona medaglia d'oro consecutiva.
Ai Campionati del mondo di Taegu si è qualificato per la finale con un lancio a 20,73 metri, il settimo miglior risultato.
Il 2 settembre, in finale, dopo aver superato la fettuccia dei 21 metri con un lancio però nullo di pedana, il suo miglior risultato è stato un 20,18 che gli permise di raggiungere solo il nono posto nella classifica finale.
Il titolo di campione del mondo è andato poi al tedesco David Storl seguito dal canadese Dylan Armstrong.
Ha concluso la sua stagione agonistica al Memorial Kamila Skolimowska di Varsavia.

#### Il secondo titolo olimpico (2012)

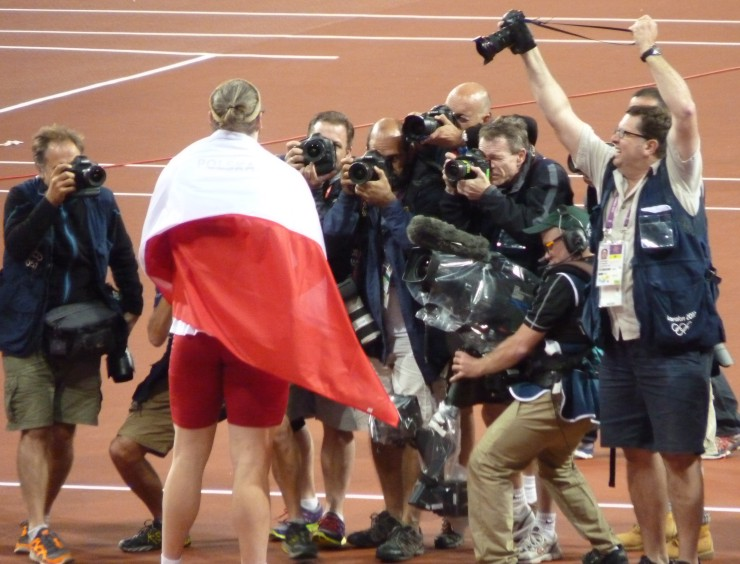
Tomasz Majewski esulta dopo la vittoria del suo secondo titolo olimpico.

La stagione indoor 2012 è iniziata il 20 gennaio al meeting di Nordhausen dove ha concluso quarto con un lancio a 20,81 metri.
L'8 febbraio, durante la Pedro's Cup di Bydgoszcz, si è migliorato fino a 21,05, risultato che ha poi superato due giorni dopo al meeting di Düsseldorf con un lancio a 21,19.
Il 12 febbraio all'International Hallen Meeting di Karlsruhe, riesce a vincere la competizione con un lancio a 21,27 metri, nuovo record nazionale, che va a superare di sette centimetri il suo vecchio primato ottenuto due anni prima a Doha.
Il 9 marzo, ai Mondiali indoor di Istanbul supera il turno di qualificazione con la terza misura a 21,17 m.
Giunto in finale conquista la medaglia di bronzo grazie al suo quinto lancio a 21,72 m, nuovo record nazionale polacco.
Il titolo mondiale andrà allo statunitense Ryan Whiting con un lancio a 22,00 metri.
A Londra, il 4 agosto 2012, entra nella storia del getto del peso diventando il terzo atleta della storia in grado di vincere due ori olimpici consecutivi.
Il gigante polacco ha ripetuto il titolo di Pechino vincendo il duello con il giovane campione del mondo David Storl che, a 22 anni, ha conquistato comunque la sua prima medaglia olimpica.
Il tedesco Storl si era portato in testa con due lanci da 21,84 e 21,86 metri, dopodiché Majewski ha preso il comando della gara con un lancio da 21,87 m al terzo tentativo.
Al sesto ed ultimo tentativo ha incrementato il suo vantaggio con un 21,89 m.
Al terzo posto si è classificato l'americano Reese Hoffa con 21,23, solo quattro centimetri oltre il connazionale Christian Cantwell oro mondiale a Berlino 2009.

### Le delusioni

#### I mondiali di Mosca (2013)
Dopo i grandi successi del 2012, nel 2013 deve rinunciare alla stagione indoor a causa di alcuni lievi problemi fisici.
Dopo un inizio di stagione all'aperto sottotono, riesce comunque a superare stabilmente la quota dei 20 metri, raggiungendo, in occasione della vittoria del Janusz Kusocinski Memorial di Stettino, la misura di 20,89 metri.
Poco dopo partecipa alla Coppa Europa per nazioni, concludendo la gara in seconda posizione alle spalle del tedesco David Storl.
Nel mese di agosto prende parte al Mondiali di Mosca.
Dopo aver superato agevolmente il turno di qualificazione con la terza miglior misura, in finale si deve accontentare del sesto posto, alle spalle del ceco Ladislav Prášil che, pur avendo lanciato alla stessa misura di 20,98 metri, aveva una seconda miglior misura a 20,93.
Conclude la stagione con una gara in Italia, al Meeting Internazionale Città di Rieti, dove riesce a cogliere la vittoria.

#### Dai mondiali indoor di Sopot agli europei di Zurigo (2014)
La stagione 2014 inizia subito bene con il secondo posto al meeting indoor PSD Bank di Düsseldorf. Dopo altri meeting internazionali che l'avevano visto protagonista, il 22 febbraio vince il suo diciannovesimo titolo nazionale nel getto del peso, migliorando il suo primato stagionale fino a 20,70 metri.
Il 7 marzo scende in pedana ai Campionati mondiali indoor di Sopot come uno dei favoriti alla medaglia.
Pur non superando la quota di qualificazione, passa il turno agevolmente con la quarta miglior misura a 20,60 metri.
Giunto in finale di fronte al suo pubblico, inizia una sfida sul filo dei 21 metri, per la vittoria della medaglia di bronzo, con il bulgaro Georgi Ivanov.
Dopo essersi superati a vicenda tra il secondo ed il terzo turno, al quarto Majewski riesce a scagliare il suo peso fino alla misura di 21,04 metri, due centimetri meglio dell'atleta bulgaro.
Ma è proprio dal turno successivo che inizia la rimonta del neozelandese Tomas Walsh che, dopo un lancio a 20,88 m, proprio all'ultimo tentativo riesce a raggiungere la misura di 21,26 metri, nuovo record oceaniano, scalzando Majewski dal terzo gradino del podio.
Dopo la medaglia mondiale sfumata, la stagione all'aperto inizia con delle buone gare nel circuito della Diamond League, che però non l'hanno visto concludere a punti.
Agli Europei a squadre conclude in seconda posizione con 20,57 metri, alle spalle del tedesco David Storl vincitore con un lancio a 21,20 metri.
Il 12 agosto partecipa ai campionati europei di Zurigo superando agevolmente il turno di qualificazione con la terza miglior misura a 20,50 metri.
In finale conclude terzo lanciando fino a 20,83 metri, a soli 3 centimetri dall'argento vinto dallo spagnolo Borja Vivas.

### Vita privata
Tomasz è molto appassionato di pallacanestro ed è grande tifoso dei Detroit Pistons. Molto appassionato di letteratura fantasy, il suo autore preferito è Jacek Dukaj.
In questo momento dedica comunque la maggior parte del suo tempo libero alla fidanzata Ani.
Ora vive in un piccolo villaggio nel distretto di Słończewo che conta soltanto 190 abitanti.
Recentemente si è dovuto dividere tra sport e scienza, ma è riuscito a combinare entrambe le cose. Ha infatti preso da poco un master in scienze politiche presso l'Università di Varsavia.
Tuttavia, questo per lui non è ancora sufficiente e ha infatti dichiarato: 
(Tomasz Majewski)

## Record nazionali
Tomasz Majewski ha stabilito diversi record nazionali polacchi:
- Getto del peso 21,95 m ( Stoccolma 30 luglio 2009)
- Getto del peso indoor 21,72 m ( Istanbul 9 marzo 2012)

## Progressione

### Getto del peso outdoor
| Stagione | Risultato | Luogo     | Data              | Rank. Mond. |
| -------- | --------- | --------- | ----------------- | ----------- |
| 2016     | 21,08 m   | Varsavia  | 28 agosto 2016    | 14º         |
| 2015     | 20,82 m   | Pechino   | 23 agosto 2015    | 17º         |
| 2014     | 21,04 m   | Stettino  | 7 giugno 2014     | 14º         |
| 2013     | 20,98 m   | Mosca     | 16 agosto 2013    | 14º         |
| 2012     | 21,89 m   | Londra    | 3 agosto 2012     | 3º          |
| 2011     | 21,60 m   | Stoccolma | 28 luglio 2011    | 8º          |
| 2010     | 21,44 m   | Bruxelles | 27 agosto 2010    | 8º          |
| 2009     | 21,95 m   | Stoccolma | 30 luglio 2009    | 2º          |
| 2008     | 21,51 m   | Pechino   | 15 agosto 2008    | 5º          |
| 2007     | 20,87 m   | Osaka     | 25 agosto 2007    | 9º          |
| 2006     | 20,66 m   | Shanghai  | 23 settembre 2006 | 20º         |
| 2005     | 20,64 m   | Poznań    | 31 luglio 2005    | 19º         |
| 2004     | 20,52 m   | Minsk     | 31 luglio 2004    | 28º         |
| 2003     | 20,09 m   | Firenze   | 21 giugno 2003    | 38º         |
| 2002     | 19,33 m   | Stettino  | 21 luglio 2002    | 75º         |
| 2001     | 18,34 m   | Varsavia  | 13 agosto 2001    | 153º        |
| 2000     | 17,77 m   | Białystok | 1 settembre 2000  | 234º        |
| 1999     | 15,77 m   | Białystok | 20 luglio 1999    | -           |
| 1998     | 12,91 m   | Sopot     | 5 settembre 1998  | -           |

### Getto del peso indoor
| Stagione | Risultato | Luogo    | Data             | Rank. Mond. |
| -------- | --------- | -------- | ---------------- | ----------- |
| 2016     | 20,41 m   | Toruń    | 12 febbraio 2016 | 23º         |
| 2014     | 21,04 m   | Sopot    | 7 marzo 2014     | 7º          |
| 2013     | 20,81 m   | Zurigo   | 28 agosto 2013   | 9º          |
| 2012     | 21,72 m   | Istanbul | 9 marzo 2012     | 4º          |
| 2010     | 21,20 m   | Doha     | 13 marzo 2010    | 7º          |
| 2009     | 21,10 m   | Chemnitz | 27 febbraio 2009 | 2º          |
| 2008     | 20,93 m   | Valencia | 7 marzo 2008     | 6º          |
| 2007     | 19,86 m   | Chemnitz | 23 febbraio 2007 | 27º         |
| 2006     | 20,60 m   | Liévin   | 5 marzo 2006     | 12º         |
| 2005     | 19,87 m   | Varsavia | 12 febbraio 2005 | 19º         |
| 2004     | 20,83 m   | Budapest | 7 marzo 2004     | 6º          |
| 2003     | 19,15 m   | Spała    | 2 marzo 2003     | 50º         |
| 2002     | 18,07 m   | Spała    | 17 febbraio 2002 | 103º        |
| 2001     | 17,61 m   | Spała    | 25 febbraio 2001 | 148º        |
| 1999     | 15,51 m   | Spała    | 24 gennaio 1999  | -           |

## Palmarès
| Anno | Manifestazione           | Sede           | Evento         | Risultato | Misura  | Note                                     |
| ---- | ------------------------ | -------------- | -------------- | --------- | ------- | ---------------------------------------- |
| 2003 | Europei under 23         | Bydgoszcz      | Getto del peso | 4º        | 19,92 m |                                          |
| 2003 | Universiadi              | Taegu          | Getto del peso | 5º        | 18,87 m |                                          |
| 2004 | Mondiali indoor          | Budapest       | Getto del peso | 4º        | 20,83 m | Record nazionale                         |
| 2004 | Olimpiadi                | Atene          | Getto del peso | 18º       | 19,55 m |                                          |
| 2005 | Mondiali                 | Helsinki       | Getto del peso | 8º        | 20,23 m | [ 45 ]                                   |
| 2005 | Universiadi              | Smirne         | Getto del peso | Oro       | 20,60 m |                                          |
| 2006 | Mondiali Indoor          | Mosca          | Getto del peso | 6º        | 20,07 m | [ 46 ]                                   |
| 2006 | Europei                  | Göteborg       | Getto del peso | 6º        | 19,85 m | [ 47 ]                                   |
| 2007 | Mondiali                 | Osaka          | Getto del peso | 4º        | 20,87 m | [ 48 ]                                   |
| 2008 | Mondiali indoor          | Valencia       | Getto del peso | Bronzo    | 20,93 m | Record nazionale                         |
| 2008 | Olimpiadi                | Pechino        | Getto del peso | Oro       | 21,51 m | Miglior prestazione personale            |
| 2009 | Europei indoor           | Torino         | Getto del peso | Oro       | 21,02 m |                                          |
| 2009 | Mondiali                 | Berlino        | Getto del peso | Argento   | 21,91 m |                                          |
| 2010 | Mondiali indoor          | Doha           | Getto del peso | 4º        | 21,20 m | [ 48 ]                                   |
| 2010 | Europei                  | Barcellona     | Getto del peso | Oro       | 21,00 m | [ 49 ]                                   |
| 2011 | Mondiali                 | Taegu          | Getto del peso | 8º        | 20,18 m | [ 45 ]                                   |
| 2012 | Mondiali indoor          | Istanbul       | Getto del peso | Bronzo    | 21,72 m | Record nazionale                         |
| 2012 | Olimpiadi                | Londra         | Getto del peso | Oro       | 21,89 m | Miglior prestazione personale stagionale |
| 2013 | Mondiali                 | Mosca          | Getto del peso | 6º        | 20,98 m | Miglior prestazione personale stagionale |
| 2013 | Giochi della Francofonia | Nizza          | Getto del peso | Oro       | 20,18 m | Record dei campionati                    |
| 2014 | Mondiali indoor          | Sopot          | Getto del peso | 4º        | 21,04 m | Miglior prestazione personale stagionale |
| 2014 | Europei                  | Zurigo         | Getto del peso | Bronzo    | 20,83 m |                                          |
| 2015 | Mondiali                 | Pechino        | Getto del peso | 6º        | 20,82 m | Miglior prestazione personale stagionale |
| 2016 | Olimpiadi                | Rio de Janeiro | Getto del peso | 6º        | 20,72 m |                                          |

## Campionati nazionali
- 12 volte campione nazionale nel getto del peso (2002/2005, 2007/2014)
- 8 volte nel getto del peso indoor (2004/2006, 2008/2010, 2012, 2014)

2000
- 7º ai Campionati nazionali polacchi, getto del peso - 16,72 m

2001
- 6º ai Campionati nazionali polacchi indoor, getto del peso - 17,61 m
- 6º ai Campionati nazionali polacchi, getto del peso - 17,83 m

2002
- 5º ai Campionati nazionali polacchi indoor, getto del peso - 18,07 m
- Oro ai Campionati nazionali polacchi, getto del peso - 19,33 m

2003
- Argento ai Campionati nazionali polacchi indoor, getto del peso - 19,15 m
- Oro ai Campionati nazionali polacchi, getto del peso - 19,63 m

2004
- Oro ai Campionati nazionali polacchi indoor, getto del peso - 20,01 m
- Oro ai Campionati nazionali polacchi, getto del peso - 20,21 m

2005
- Oro ai Campionati nazionali polacchi indoor, getto del peso - 19,80 m
- Oro ai Campionati nazionali polacchi, getto del peso - 20,13 m

2006
- Oro ai Campionati nazionali polacchi indoor, getto del peso - 20,01 m

2007
- Argento ai Campionati nazionali polacchi indoor, getto del peso - 19,69 m
- Oro ai Campionati nazionali polacchi, getto del peso - 20,07 m

2008
- Oro ai Campionati nazionali polacchi indoor, getto del peso - 20,51 m
- Oro ai Campionati nazionali polacchi, getto del peso - 20,50 m

2009
- Oro ai Campionati nazionali polacchi indoor, getto del peso - 20,47 m
- Oro ai Campionati nazionali polacchi, getto del peso - 21,17 m

2010
- Oro ai Campionati nazionali polacchi indoor, getto del peso - 19,99 m
- Oro ai Campionati nazionali polacchi, getto del peso - 21,25 m

2011
- Oro ai Campionati nazionali polacchi, getto del peso - 20,94 m

2012
- Oro ai Campionati nazionali polacchi indoor, getto del peso - 21,05 m
- Oro ai Campionati nazionali polacchi, getto del peso - 21,07 m

2013
- Oro ai Campionati nazionali polacchi, getto del peso - 20,69 m

2014
- Oro ai Campionati nazionali polacchi indoor, getto del peso - 20,70 m
- Oro ai Campionati nazionali polacchi, getto del peso - 20,29 m

## Altre competizioni internazionali
2003
- 10º al Memorial Josefa Odlozila ( Praga), getto del peso - 19,52 m
- 4º in Coppa Europa ( Firenze), getto del peso - 20,09 m

2004
- Bronzo al Memorial Josefa Odlozila ( Praga), getto del peso - 20,16 m
- 4º in Coppa Europa ( Bydgoszcz), getto del peso - 19,90 m

2005
- 7º al Memorial Jose Maria Cagigal indoor ( Madrid), getto del peso - 19,49 m
- 4º in Coppa Europa ( Firenze), getto del peso - 20,13 m
- Bronzo al Shanghai Golden Grand Prix ( Aarhus), getto del peso - 20,55 m
- Oro al Meeting di Poznan ( Poznań), getto del peso - 20,64 m
- Oro al DécaNation ( Parigi), getto del peso - 20,45 m

2006
- Bronzo alla Reunión Internacional de Atletismo Ciudad de Valencia ( Valencia), getto del peso - 20,22 m
- Bronzo in Coppa Europa invernale di lanci ( Tel Aviv), getto del peso - 20,26 m
- 4º agli FBK Games ( Hengelo), getto del peso - 20,14 m
- 6º in Coppa Europa ( Malaga), getto del peso - 19,83 m
- Oro al Shanghai Golden Grand Prix ( Shanghai), getto del peso - 20,66 m
- 4º al Meeting ISTAF ( Monaco), getto del peso - 20,20 m
- 7º alla World Athletics Final ( Stoccarda), getto del peso - 20,13 m

2007
- Oro al Meeting di Varsavia ( Varsavia), getto del peso - 20,20 m
- Oro al Meeting di Bochum ( Bochum), getto del peso - 20,54 m
- Bronzo al Meeting di Kassel ( Kassel), getto del peso - 20,10 m
- Bronzo in Coppa Europa ( Monaco), getto del peso - 19,93 m
- Oro al Meeting Gobierno de Aragón ( Saragozza), getto del peso - 20,71 m
- 4º al Golden Spike ( Ostrava), getto del peso - 20,43 m
- Argento al Hanžeković Memorial ( Zagabria), getto del peso - 20,08 m

2008
- Argento al Qatar Athletic Super Grand Prix ( Doha), getto del peso - 20,71 m
- Argento in Coppa Europa ( Annecy), getto del peso - 20,32 m
- Oro al 26º Meeting de Atletismo Madrid ( Madrid), getto del peso - 20,44 m
- Argento al Meeting Lille Metropole ( Villeneuve-d'Ascq), getto del peso - 20,23 m
- Oro al Super Grand Prix Herculis ( Monaco), getto del peso - 20,44 m
- Argento al Janusz Kusocinski Memorial ( Varsavia), getto del peso - 20,74 m
- Argento al Shanghai Golden Grand Prix ( Shanghai), getto del peso - 20,36 m
- Oro alla World Athletics Final ( Stoccarda), getto del peso - 20,88 m

2009
- Argento al Shanghai Golden Grand Prix ( Shanghai), getto del peso - 20,36 m
- Argento al Qatar Athletic Super Grand Prix ( Doha), getto del peso - 21,22 m
- Argento agli FBK Games ( Hengelo), getto del peso - 21,19 m
- Bronzo al Prefontaine Classic ( Eugene), getto del peso - 21,26 m
- Oro agli Europei a squadre ( Leiria), getto del peso - 20,81 m
- Bronzo al London Grand Prix ( Londra), getto del peso - 21,43 m
- Oro al IX European Athletics Festival ( Bydgoszcz), getto del peso - 21,09 m
- Bronzo al Moscow Open ( Mosca), getto del peso - 20,48 m
- Oro al DN Galan ( Stoccolma), getto del peso - 21,95 m
- Argento al Meeting di Stettino ( Stettino), getto del peso - 20,91 m
- Argento al Hanžeković Memorial ( Zagabria), getto del peso - 21,47 m
- Argento alla World Athletics Final ( Salonicco), getto del peso - 21,21 m

2010
- Oro al Meeting indoor di Valencia ( Valencia), getto del peso - 19,93 m
- 5º Doha Diamond League ( Doha), getto del peso - 20,39 m
- Bronzo all'ExxonMobil Bislett Games ( Oslo), getto del peso - 21,12 m
- Bronzo al Meeting di Bybgoszcz ( Bydgoszcz), getto del peso - 21,22 m
- Argento al Memoriał Janusza Kusocińskiego ( Varsavia), getto del peso - 20,87 m
- 5º al Golden Gala ( Roma), getto del peso - 20,75 m
- Oro agli Europei a squadre ( Bergen), getto del peso - 20,63 m
- 5º al Prefontaine Classic ( Eugene), getto del peso - 20,90 m
- Argento al DN Galan ( Stoccolma), getto del peso - 21,01 m
- Argento al London Grand Prix ( Londra), getto del peso - 21,20 m
- Bronzo al Weltklasse Zürich ( Zurigo), getto del peso - 21,28 m
- Argento al Meeting ISTAF ( Berlino), Getto del peso - 21,26 m
- Bronzo al Memorial Van Damme ( Bruxelles), Getto del peso - 21,44 m
- 4º al Hanžeković Memorial ( Zagabria), Getto del peso - 20,85 m
- Argento in Coppa continentale ( Spalato), Getto del peso - 21,22 m

2011
- 6º al Doha Diamond League ( Doha), getto del peso - 20,68 m
- Argento al Golden Gala ( Roma), getto del peso - 21,20 m
- Argento agli FBK Games ( Hengelo), getto del peso - 21,39 m
- 5º al Prefontaine Classic ( Eugene), getto del peso - 21,14 m
- Oro alla Samsung Athletic Cup ( Cracovia), getto del peso - 21,00 m
- Argento agli Europei a squadre ( Stoccolma), getto del peso - 20,51 m
- Oro al Janusz Kusocinski Memorial ( Stettino), getto del peso - 21,25 m
- Bronzo al Meeting Athletissima ( Losanna), getto del peso - 21,55 m
- Argento al British Grand Prix ( Birmingham), getto del peso - 20,90 m
- Argento al DN Galan ( Stoccolma), getto del peso - 21,60 m
- 4º al Weltklasse Zürich ( Zurigo), getto del peso - 21,38 m
- Bronzo al Meeting ISTAF ( Berlino), getto del peso - 21,33 m
- 4º al Hanžeković Memorial ( Zagabria), getto del peso - 21,10 m
- 6º al Memorial Van Damme ( Bruxelles), getto del peso - 21,15 m

2012
- 4º all'Internationalen Energie ( Nordhausen), getto del peso - 20,81 m
- Oro alla Pedro's Cup ( Bydgoszcz), getto del peso - 21,05 m
- Argento al PSD Bank Meeting Düsseldorf ( Düsseldorf), getto del peso - 21,19 m
- Oro all'International Hallen Meeting Karlsruhe ( Karlsruhe), getto del peso - 21,27 m
- Argento al Golden Spike ( Ostrava), getto del peso - 21,01 m
- Argento agli FBK Games ( Hengelo), getto del peso - 20,87 m
- Argento al Prefontaine Classic ( Eugene), getto del peso - 21,60 m
- Oro all'ExxonMobil Bislett Games ( Oslo), getto del peso - 21,36 m
- Argento al London Grand Prix ( Londra), getto del peso - 21,28 m
- Argento al DN Galan ( Stoccolma), getto del peso - 21,01 m
- Bronzo al Weltklasse Zürich ( Zurigo), getto del peso - 21,18 m
- Argento al Meeting ISTAF ( Berlino), getto del peso - 21,31 m

2013
- 6º al Doha Diamond League ( Doha), getto del peso - 19,96 m
- 6º all'Adidas Grand Prix ( New York), getto del peso - 20,11 m
- 10º al Golden Gala Pietro Mennea ( Roma), getto del peso - 19,68 m
- Oro al Janusz Kusocinski Memorial ( Stettino), getto del peso - 20,89 m
- Argento agli Europei a squadre ( Gateshead), getto del peso - 20,29 m
- 4º all'Sainsbury’s Grand Prix ( Birmingham), getto del peso - 20,45 m
- 5º all'Athletissima 2013 ( Losanna), getto del peso - 20,26 m
- 5º al Weltklasse Zürich ( Zurigo), getto del peso - 20,81 m
- Bronzo al Zagreb Meeting ( Zagabria), getto del peso - 20,88 m
- 5º al Memorial Van Damme ( Bruxelles), getto del peso - 20,76 m
- Oro al Rieti Meeting ( Rieti), getto del peso - 20,30 m

2014
- Argento al PSD Bank Meeting Düsseldorf ( Düsseldorf), getto del peso - 20,53 m
- 4º all'International Hallen Meeting Karlsruhe ( Karlsruhe), getto del peso - 20,50 m
- Bronzo all'Indoor Praha 2014 ( Praga), getto del peso - 20,48 m
- 5º al Shanghai Golden Grand Prix ( Shanghai), getto del peso - 20,93 m
- 5º al Prefontaine Classic ( Eugene), getto del peso - 20,59 m
- Argento al Janusz Kusocinski Memorial ( Stettino), getto del peso - 21,04 m
- Argento al 50th Internationales Pfingstsportfest ( Rehlingen), getto del peso - 20,28 m
- 5º all'ExxonMobil Bislett Games ( Oslo), getto del peso - 20,22 m
- Oro al Golden Spike ( Ostrava), getto del peso - 20,90 m
- Argento agli Europei a squadre ( Braunschweig), getto del peso - 20,57 m
- 4º al Meeting Areva ( Parigi), getto del peso - 20,14 m
- 5º al Sainsbury's Glasgow Grand Prix ( Glasgow), getto del peso - 20,75 m
- 9º al DN Galan ( Stoccolma), getto del peso - 19,79 m
- 7º al Weltklasse Zürich ( Zurigo), getto del peso - 20,47 m
- 5º al Meeting ISTAF ( Berlino), getto del peso - 20,64 m
- Argento al Zagreb Meeting ( Zagabria), getto del peso - 20,44 m
- 5º in Coppa continentale ( Marrakech), getto del peso - 20,35 m

2015
- 5º al Prefontaine Classic ( Eugene), getto del peso - 20,23 m
- Argento agli Europei a squadre ( Čeboksary), getto del peso - 20,23 m